# Guo Ziyi
Guo Ziyi (chinois simplifié : 郭子仪 ; chinois traditionnel : 郭子儀 ; pinyin : guō zǐyí ; Wade : Kuo1 Tzu3-i2), né en 697, décédé le 9 juillet 781, également appelé à titre posthume, Prince Zhōngwǔ de Fényáng (汾陽忠武王), est un général de la dynastie Tang, qui mit fin à la révolte d'An Lushan et participe à des expéditions contre le khaganat ouïghour et l'empire tibétain. Il est vu comme l'un des plus puissants généraux de la dynastie Tang. Après sa mort, il est immortalisé dans la mythologie chinoise, en tant que Dieu de la fortune et du bonheur (富贵寿考 / 富貴壽考, fù guì shòu kǎo). Guo Ziyi est décrit comme un chrétien nestorien[réf. nécessaire]. 